# فرانك إدواردز (سياسي أمريكي)
فرانك إدواردز (بالإنجليزية: Frank Edwards)‏ هو سياسي أمريكي، ولد في 1950. حزبياً، نشط في الحزب الجمهوري.